# Gabriel Vázquez
Gabriel Vázquez, S.I. (Villaescusa de Haro, 1549 – Belmonte, 23 settembre 1604), è stato un gesuita, teologo e filosofo spagnolo, uno dei maggiori esponenti della scolastica barocca.

## Biografia
Entrato nella Compagnia di Gesù non ancora ventenne, a soli 25 anni dopo avere tenuto cattedra di filosofia a Madrid e a Ocaña, insegnò teologia all'Università di Alcalá; nel 1585 Vázquez fu chiamato a sostituire Francisco Suárez come professore di teologia al Collegio Romano dove rimase fino al 1591. Tornato al Collegio di Alcalá, si dedicò alla redazione dei suoi trattati teologici. Quando Suárez passò all'Università di Salamanca, gli succedette sulla cattedra di teologia, che tenne sino alla morte, il 23 settembre 1604.

## Opere
Il magnum opus di Vázquez è costituito dai 10 tomi in-folio dei Commentarii et Disputationes sulla Summa Theologiae di Tommaso d'Aquino, pubblicati ad Alcalá a partire dal 1598 e successivamente ristampati a Ingolstadt, Anversa, Lione, Venezia.